# Power To The People: The Hits
Power to the People: The Hits är ett samlingsalbum med John Lennon's populäraste låtar.

## Spellista
Alla sånger av John Lennon, om inget annat anges.
1. "Power to the People" – 3:17
2. "Gimme Some Truth" – 3:16
3. "Woman" – 3:26
4. "Instant Karma!" – 3:20
5. "Whatever Gets You thru the Night" – 3:19
6. "Cold Turkey" – 5:01
7. "Jealous Guy" – 4:14
8. "#9 Dream" – 4:46
9. "(Just Like) Starting Over" – 3:55
10. "Mind Games" – 4:11
11. "Watching the Wheels" – 3:31
12. "Stand by Me" (Ben E. King, Jerry Leiber. Mike Stoller) – 3:27
13. "Imagine" – 3:02
14. "Happy Xmas (War Is Over)" (John Lennon, Yoko Ono) – 3:33
15. "Give Peace a Chance" – 4:52